# جيمس شورت
جيمس شورت (بالإنجليزية: James Short)‏ (1 أبريل 1896 في المملكة المتحدة - ) هو لاعب كرة قدم بريطاني (وحمل سابقاً جنسية المملكة المتحدة لبريطانيا العظمى وأيرلندا) في مركز الهجوم. لعب مع برمنغهام سيتي ونادي واتفورد ونوتس كاونتي ونورويتش سيتي وغرانتهام تاون ‏ وIlkeston F.C. ‏ ولينكولن سيتي أف سي وIlkeston United F.C. ‏ وأرنولد تاون وNewark Town F.C. ‏.

## وصلات خارجية
- جيمس شورت على موقع قاعدة بيانات كرة القدم.إي يو (الإنجليزية)